# Велике Тихвіно
Велике Ти́хвіно (рос. Большое Тихвино) — село у складі Ялуторовського району Тюменської області, Росія.
Населення — 140 осіб (2010, 142 у 2002).
Національний склад станом на 2002 рік:
- росіяни — 67 %
- комі — 31 %